# مسیه ۱۸

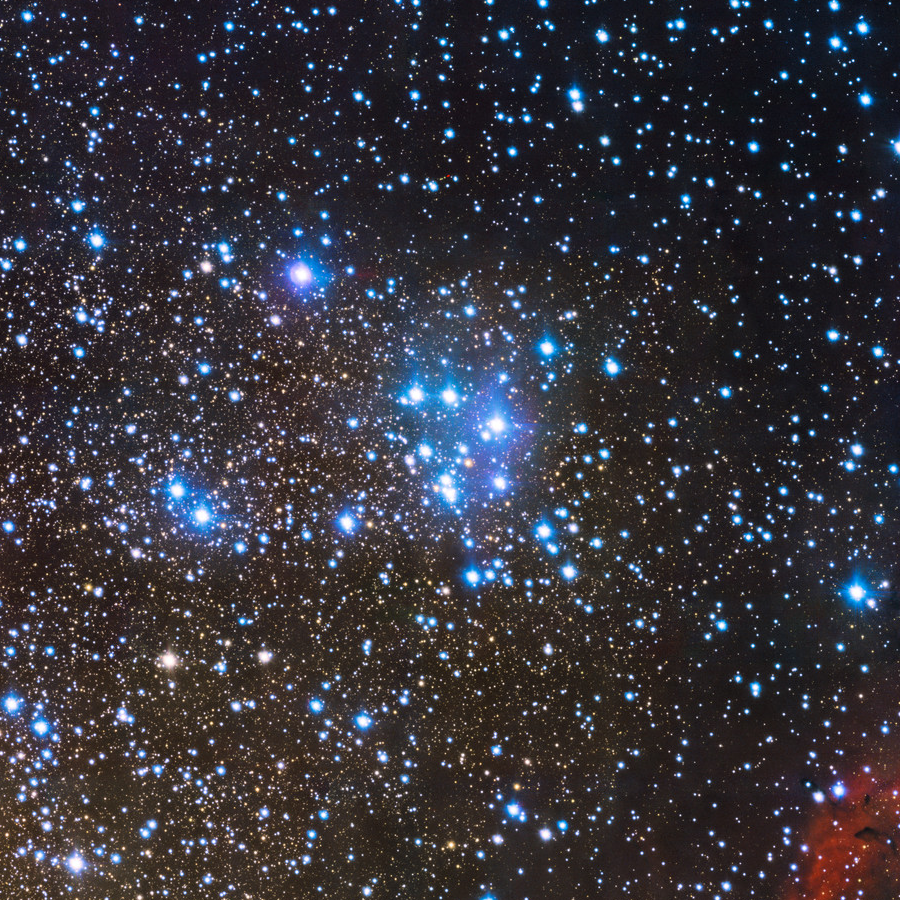
مسیه 18

مسیه ۱۸ (به انگلیسی: Messier 18) یا ان‌جی‌سی ۶۶۱۳ یک خوشه ستاره‌ای باز در صورت فلکی کمان است که فاصله آن از زمین شش هزار سال نوری و قدر ظاهری آن ۸٫۰ است.